# Sammetshäger
Sammetshäger (Ardeola rufiventris) är en afrikansk fågel i familjen hägrar inom ordningen pelikanfåglar.

## Utseende
Sammetshägern är en liten (38–39 cm) och mörk häger, men större och även mer tjockhalsad, långvingad och stornäbbad än mangrovehägern. Fjäderdräkten är huvudsakligen sotbrun med kastanjebrunt på buk och vingundersidorna. Benen är gula, liksom näbben, med mörk spets.

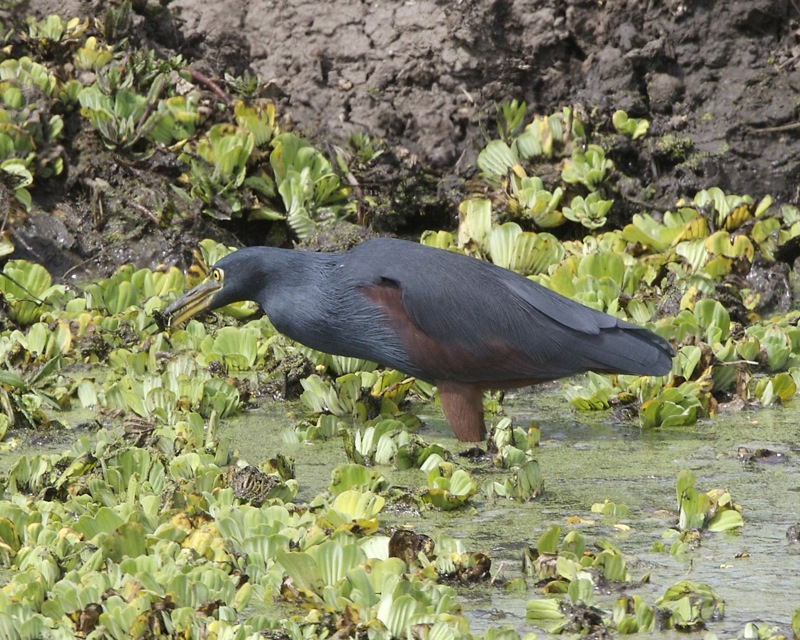
Sammetshäger i Masai Mara, Kenya.

## Utbredning och systematik
Fågeln förekommer lokalt i östra och sydöstra Afrika, från Uganda och Kenya söderut till KwaZulu-Natal i östra Sydafrika och västerut till Angola, norra Namibia och norra Botswana. Den behandlas som monotypisk, det vill säga att den inte delas in i några underarter.

## Status och hot
Artens populationstrend är okänd, men utbredningsområdet är relativt stort. Internationella naturvårdsunionen IUCN anser inte att den är hotad och placerar den därför i kategorin livskraftig. Världspopulationen uppskattas till mellan 10 000 och 100 000 individer.